# Таменфуст
Таменфуст (араб. تمنتفوست) — город в Алжире, основанный во времена Римской империи на крайней точке мыса, окаймляющего Алжирский залив с востока. Находится в вилайете Алжир, административно входит в состав столицы.

## Названия
За свою долгую историю Таменфуст имел множество имён: «Русугуния» (финикийское и позже римское, означающее «берег турачей»), Птолемей записывал его как Рустонион (др.-греч. Ῥουστόνιον); «Таменфуст», берберское название на языке тамазигхт, означающее «правый берег» или «правая рука» — по положению справа от Алжира, — и его искажённые варианты «Ма(н)тифу» и «Теме(д)фу», которые использовались в испанском и французском языках в колониальную эпоху; также в колониальный период Таменфуст называли «Ла-Перуз» в честь Лаперуза, буквально это слово означает «Перуджа».

## История
Финикийцы торговали в Таменфусте ещё до нашей эры, здесь пролегал путь из Гибралтарского пролива Финикию. С тех времён в городе сохранились обломки мраморных колонн. Постепенно Таменфуст оказался под контролем Карфагена, а после Пунических войн, около 30 года до н. э. римский император Октавиан Август направил туда IX Испанский легион, захвативший город и сделавший его римской колонией. В поздней Античности город входил в Королевство вандалов и аланов.
Византия захватила город во время Вандальской войны. Во время византийского владычества в Таменфусте находилась резиденция епископа, он входил в местный диоцез. С тех времён сохранились руины собора IV века размерами 35×20 м, где расположена могила римского чиновника, его дочерей и епископа по имени Люциус. Помимо этих руин также была обнаружена мозаика со стен собора, а также разрушенные термы и цирк.
После того, как Таменфуст оказался в руинах после завоевания Омейядами, в X столетии Бологгин ибн Зири построил там укрепление. В следующем веке Таменфуст захватило племя Бану Талиб.
Мыс Мантифу, на котором стоит Таменфуст, был хорошо знаком мореходам, заходящим в гавань Алжир, в том числе военным армадам, которые атаковали Османский Алжир. Так, в 1541 году здесь встали на якорь суда, которые увезли войска Карла V после карательной экспедиции.
Форт Бордж Таментфуст, служивший также лазаретом, возвели близ Таменфуста в 1661 году. 23 июля 1830 года здесь собрались представители множества берберских племён, объявивший Франции джихад за завоевание Алжира.
В XIX веке в Таменфусте была построена церковь, а в XX столетии он стал титулярной епархией католической церкви.

## Современность
В Таменфусте находится Национальная академия флота (фр. l'École Nationale de la Marine) и Военная академия (фр. l'École De Guerre).

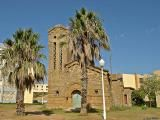
Древняя церковь
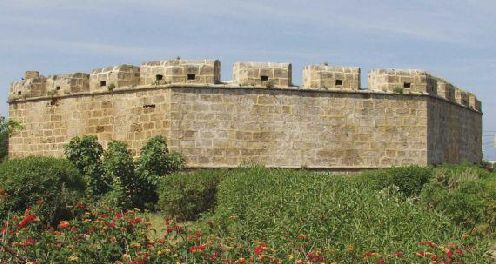
Бордж Таментфуст
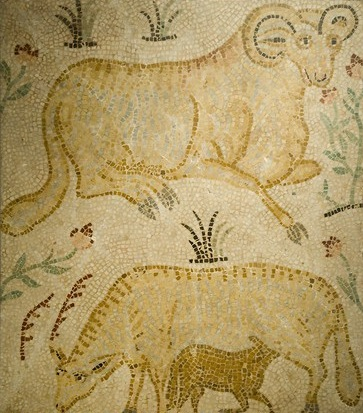
Античная мозаика
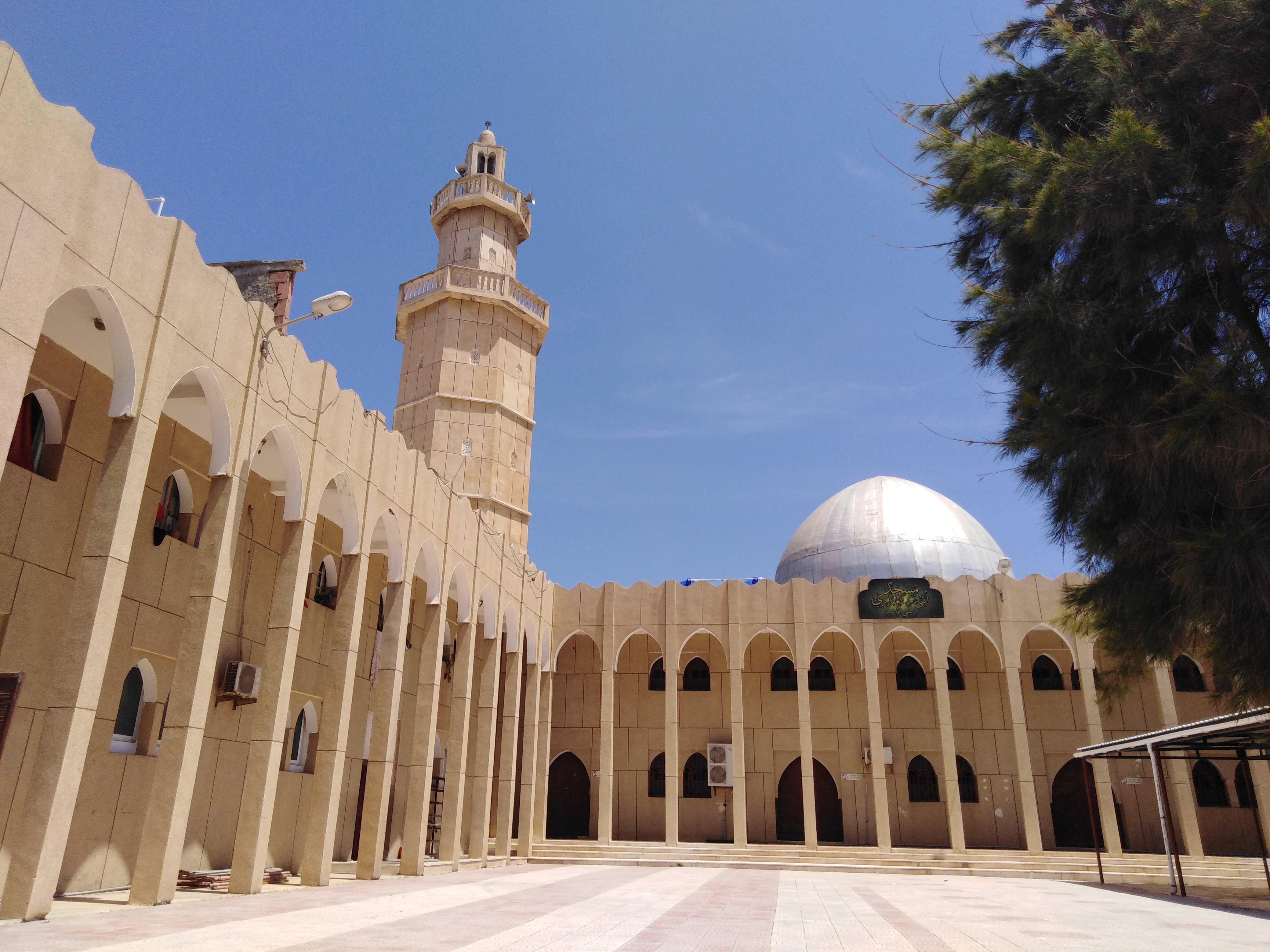
Современная мечеть